# 心萼薯属
心萼薯属（学名：Aniseia）是旋花科下的一个属，为平卧或缠绕草本植物。该属共有约8种，分布于热带、亚热带地区。